# قندرون أحادي الزهرة
قندرون أحادي الزهرة (الاسم العلمي:Chondrilla uniflora) هو نوع من النباتات يتبع جنس القندرون من الفصيلة النجمية.